# 前島 (長崎県五島市)
前島（まえしま）は、長崎県五島列島の奈留島の南海上約2 kmに位置する島である。15世帯、31人が暮らしている。

## 概要
五島列島の奈留島の南海上約2 kmに位置する。
- 面積 : 0.47 km2
- 人口 : 15世帯、31人

## 観光
前島のトンボロ
前島と末津島を結ぶ帯状の浜。潮の流れで小石が堆積してできた砂州で、幅約10m、長さ約400mに及ぶ。普段は海などに、干潮時になると石州を歩いて渡ることができる現象を「トンボロ現象」と誤って呼称したことからこの名で呼ばれている。また、地形学的にも貴重であり、日本三景の一つである天橋立は、前島のトンボロと同じ成り立ちである。

## 交通
奈留島本島との間は市営交通船が運航している（福江島富江港と黒島の間の市営定期航路が2021年9月30日に廃止されたため五島市唯一の市営定期航路となっている）。

## 物流
奈留島との間で無人物流のインフラ整備のための実証実験と実用化に向けた取り組みが行われている。